# Zamek Neunhof
Zamek Neunhof – renesansowa budowla, znajdująca się w Norymberdze.